# ازبک (مراغه)
ازبک یکی از روستاهای استان آذربایجان شرقی است که در دهستان سراجوی غربی بخش مرکزی شهرستان مراغه واقع شده‌است.

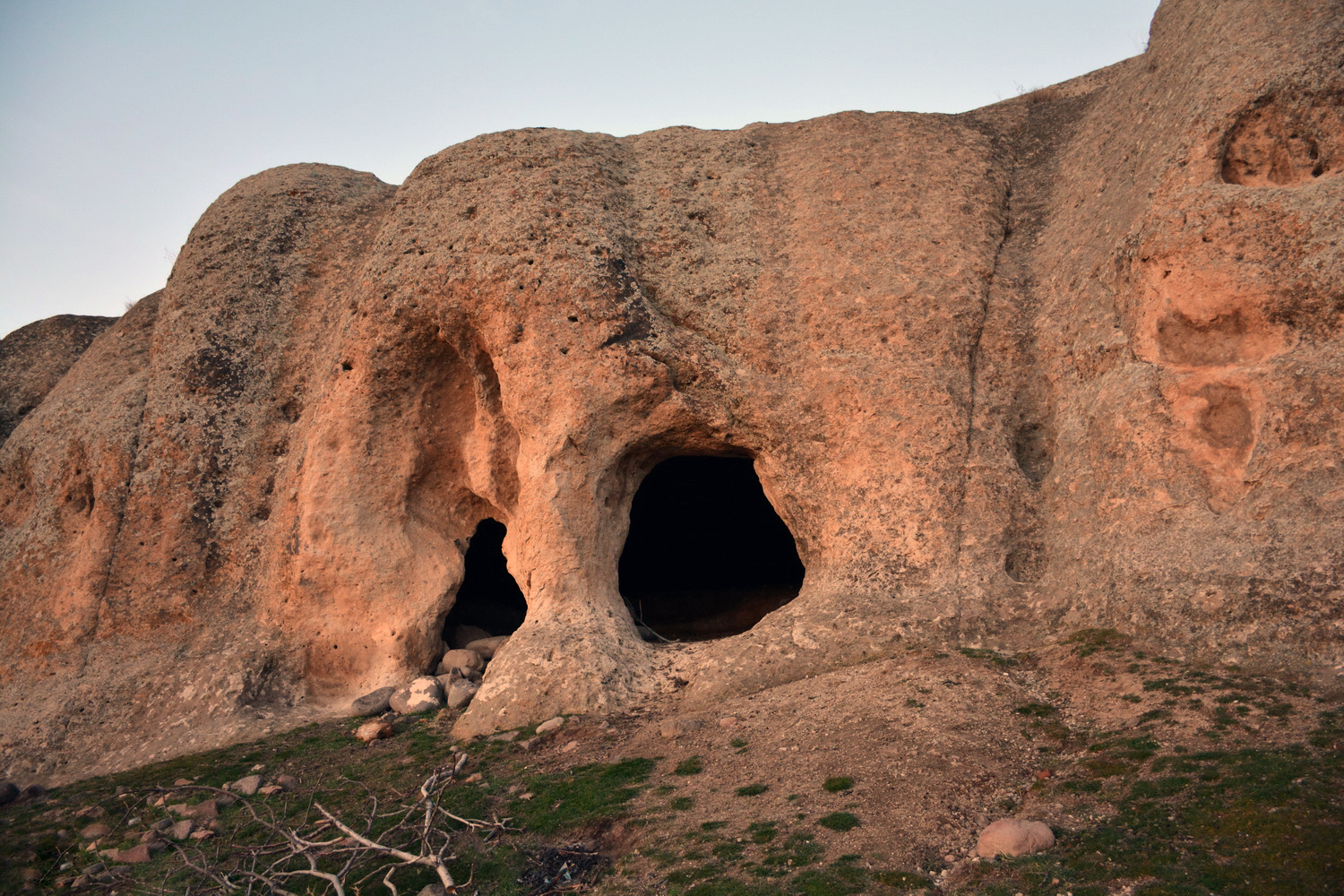
غارهای دست ساز روستای ازبک